# Jaume Illa i Buch
Jaume Illa i Buch (Caldes d'Estrac, 1763 - Montevideo, Uruguai, 1841) fou un comerciant uruguaianocatalà que va emigrar a la Província Oriental i va formar part activa de la Junta Americana, al costat de Cristòfol Salvañach i Miquel Antoni Vilardebò, entre d'altres. Va presenciar la lluita independentista durant la invasió portuguesa de la província, entre 1816 i 1822, i la posterior emancipació de l'Uruguai. Va ser propietari d'algunes finques i va mantenir un vincle important amb altres empresaris i polítics espanyols. Poc temps després va desaparèixer de la vida pública i va morir exiliat.